# العلاقات البنمية الجورجية
العلاقات البنمية الجورجية هي العلاقات الثنائية التي تجمع بين بنما وجورجيا.

## مقارنة بين البلدين
هذه مقارنة عامة ومرجعية للدولتين:
| وجه المقارنة                                              | بنما                      | جورجيا                          |
| --------------------------------------------------------- | ------------------------- | ------------------------------- |
| المساحة (كم2)                                             | 74.18 ألف                 | 69.70 ألف                       |
| عدد السكان (نسمة)                                         | 4.10 مليون                | 3.72 مليون                      |
| الكثافة السكانية (ن./كم²)                                 | 55.27                     | 53.37                           |
| العاصمة                                                   | بنما                      | تبليسي، كوتايسي                 |
| اللغة الرسمية                                             | اللغة الإسبانية           | اللغة الجورجية، اللغة الأبخازية |
| العملة                                                    | بالبوا بنمي، دولار أمريكي | لاري جورجي                      |
| الناتج المحلي الإجمالي (بليون دولار)                      | 61.84 مليار               | 15.16 مليار                     |
| الناتج المحلي الإجمالي (تعادل القوة الشرائية) بليون دولار | 87.37 مليار               | 35.68 مليار                     |
| الناتج المحلي الإجمالي الاسمي للفرد دولار أمريكي          | 13.27 ألف                 | 3.79 ألف                        |
| الناتج المحلي الإجمالي للفرد دولار أمريكي                 | 20.89 ألف                 |                                 |
| مؤشر التنمية البشرية                                      | 0.780                     | 0.754                           |
| رمز المكالمات الدولي                                      | +507                      | +995                            |
| رمز الإنترنت                                              | .pa                       | .ge، .გე ‏                       |
| المنطقة الزمنية                                           | 00                        | ت ع م+04:00                     |

## منظمات دولية مشتركة
يشترك البلدان في عضوية مجموعة من المنظمات الدولية، منها:
| علم المنظمة | اسم المنظمة                   | تاريخ انضمام بنما | تاريخ انضمام جورجيا |
| ----------- | ----------------------------- | ----------------- | ------------------- |
|             | يونسكو                        | 10 يناير 1950     | 7 أكتوبر 1992       |
|             | الفريق المعني برصد الأرض      | ?                 | ?                   |
|             | مؤسسة التمويل الدولية         | 20 يوليو 1956     | 29 يونيو 1995       |
|             | مؤسسة التنمية الدولية         | 1 سبتمبر 1961     | 31 أغسطس 1993       |
|             | منظمة التجارة العالمية        | ?                 | 14 يونيو 2000       |
|             | الاتحاد البريدي العالمي       | ?                 | ?                   |
|             | الاتحاد الدولي للاتصالات      | 14 يوليو 1914     | 7 يناير 1993        |
|             | الأمم المتحدة                 | 13 نوفمبر 1945    | 31 يوليو 1992       |
|             | البنك الدولي للإنشاء والتعمير | 14 مارس 1946      | 7 أغسطس 1992        |

## وصلات خارجية
- موقع وزارة الخارجية البنمية
- موقع وزارة الخارجية الجورجية